# Terry Walsh
Terence ("Terry") Arthur Walsh (Kalgoorlie, 20 november 1953) is een voormalig Australisch hockeyer en coach.
Als aanvaller won hij met de Australische hockeyploeg de zilveren medaille op de Olympische Spelen 1976 in Montreal. 
Na zijn hockeycarrière werd Walsh coach en stond hij een aantal jaar aan het roer bij de Australische hockeyploeg die bij de Olympische Spelen 2000 in eigen land brons behaalde. In november 2003 werd Walsh door de KNHB aangesteld als coach van de Nederlandse herenhockeyploeg na de onrust en het vertrek van Joost Bellaart. Op de Olympische Spelen 2004 in Athene werd er onder zijn leiding zilver gepakt en een aantal maanden later werd bij de Champions Trophy 2004 eveneens zilver gewonnen. Hierna werd zijn contract niet meer verlengd en werd hij uiteindelijk opgevolgd door Roelant Oltmans.
Matthijs Brouwer · 
Ronald Brouwer · 
Jeroen Delmee · 
Geert-Jan Derikx · 
Rob Derikx · 
Marten Eikelboom · 
Floris Evers · 
Erik Jazet · 
Karel Klaver · 
Jesse Mahieu · 
Teun de Nooijer · 
Rob Reckers · 
Taeke Taekema · 
Klaas Veering · 
Guus Vogels · 
Sander van der Weide ·
Coach: Terry Walsh